# Jama (mitologija)
Jama je v indijski mitologiji sin sončnega boga. Jama je bog smrti in bog časa, gospodar kraljestva mrtvih in sodnik mrtvih.
Jama je Vivasvantov in Saranjujin sin ter brat Manuja in Ašvina Njegova žena Dhumorna (dimna zavesa) simbolizira ogenj ob sežiganju trupel.